# Foguangtempel
De Foguangtempel is een boeddhistische tempel die op een afstand van vijf kilometer ligt van Doucun, Wutai en Shanxi in de Volksrepubliek China. Hij ligt op de berg Wutai Shan. De belangrijkste hal van de tempel is de Dongdadian (东大殿). Deze hal is in 857 n.Chr. gebouwd, tijdens de Tang-dynastie. Volgens architectonische verslagen is het het derde gebouw in de geschiedenis van China dat gemaakt is van timmerhout. Het werd door de 20e-eeuwse architectonische historicus Liang Sicheng in 1937 ontdekt. Het tempelcomplex heeft de een na oudste pagode van China, die dateert uit de 6e eeuw.